# Sherlock Holmes and the House of Fear
Sherlock Holmes and the House of Fear is een Amerikaanse film uit 1945, gebaseerd op het personage Sherlock Holmes. De film werd geregisseerd en geproduceerd door Roy William Neill. Het is de tiende van de Sherlock Holmes-films met Basil Rathbone als Holmes en Nigel Bruce als Dr. Watson.
Het verhaal is gebaseerd op het korte verhaal The Five Orange Pips.

## Plot
Holmes krijgt bezoek van Mr. Chalmers, een verzekeringsagent. Hij vertelt Holmes over een genootschap van zeven oudere ongetrouwde mannen genaamd "The Good Comrades". De groep komt altijd bijeen in een afgelegen Schots kasteel. Recentelijk heeft een van de "Good Comrades" een vreemd bericht ontvangen, bestaande uit een envelop met daarin zeven oranje zaden. De nacht nadat hij deze envelop had gekregen, werd hij vermoord en zijn lichaam onherkenbaar verminkt. Een paar dagen later kreeg een ander lid een envelop met zes pitten, waarna ook hij onder mysterieuze omstandigheden stierf en werd verminkt. Chalmer heeft voor elk van de zeven mannen een levensverzekering van 100.000 pond, en vermoedt dat iemand hen systematisch vermoordt om zo het geld op te strijken.
Holmes en Watson gaan naar het kasteel, waar net een derde moord blijkt te hebben plaatsgevonden. Dit slachtoffer had vooraf een envelop met vijf oranje pitten gekregen. Ondanks pogingen van Holmes de daders zo snel mogelijk te vinden, vinden er nog drie moorden plaats. Elke keer zijn de lijken onherkenbaar beschadigd. Daarmee is er nog maar een "Good Comrade" in leven: Mr. Bruce Alistair.
Lestrade trekt meteen de conclusie dat Alistair de dader moet zijn. Holmes is echter een andere mening toegedaan. Hij leidt Watson en Lestrate naar een geheime kamer in het kasteel, alwaar ze alle zeven "Good Comrades" levend en wel aantreffen. Holmes verklaart dat Alistair slachtoffer is geworden van een complot door de andere zes "Good Comrades", die hem van moorden wilden laten beschuldigen en het geld van hun eigen levensverzekering op wilden eisen. De lijken die tot nu toe steeds werden gevonden waren expres onherkenbaar verminkt zodat niemand door zou hebben dat het niet om de "Good Comrades" ging. De zes blijken ook een lokale tabakshandelaar, Alex MacGregor, te hebben gedood daar hij hun plan dreigde te verraden.

## Cast
| Acteur         | Personage            |
| -------------- | -------------------- |
| Basil Rathbone | Sherlock Holmes      |
| Nigel Bruce    | John H. Watson       |
| Aubrey Mather  | Bruce Alastair       |
| Dennis Hoey    | Inspecteur Lestrade  |
| Paul Cavanagh  | Dr. Simon Merivale   |
| Holmes Herbert | Alan Cosgrave        |
| Harry Cording  | Captain John Simpson |
| Sally Shepherd | Mrs. Monteith        |
| Gavin Muir     | Mr. Chalmers         |